# Eclissi solare del 22 ottobre 1911
L'eclissi solare del 22 ottobre 1911 è un evento astronomico che ha avuto luogo il suddetto giorno attorno alle ore 4.13 UTC. 
L'eclissi, di tipo anulare, è stata visibile in alcune parti dall'Asia (Cina, Filippine, India, Indonesia e Russia) e dall'Oceania (Australia e Papua Nuova Guinea). L'eclissi è durata 3 minuti e 47 secondi.

## Visibilità
L'anularità  era visibile dall'impero russo (regioni ora appartenenti al Kazakistan, Uzbekistan e Kirghizistan), Cina, Indocina francese (la regione ora appartenente al Vietnam), Filippine, Indie orientali olandesi (oggi Indonesia), Territorio della Papua (ora appartenente alla Papua Nuova Guinea) tra cui la capitale Port Moresby e i Territori britannici del Pacifico occidentale (le aree ora appartenenti alle Isole Salomone e Tuvalu, tra cui le città di Honiara e Tulagi).

## Eclissi collegate

### Serie di eclissi dal 1910 al 1913
Questa eclissi è un membro di una serie a periodicità semestrale. Un'eclissi in una serie semestrale di eclissi solari si ripete all'incirca ogni 177 giorni e 4 ore (un semestre) a nodi alternati dell'orbita lunare. 

### Ciclo di Saros 132
Questa eclissi fa parte del ciclo 132 di Saros, che si ripete ogni 18 anni ed 11 giorni, contenente 71 eventi. La serie iniziò con un'eclissi solare parziale il 13 agosto 1208. Contiene eclissi anulari dal 17 marzo 1569 al 12 marzo 2146, eclissi ibride il 23 marzo 2164 e il 3 aprile 2183 e eclissi totali dal 14 aprile 2200 al 19 giugno  2308. La serie termina con il membro 71 con un'eclissi parziale il 25 settembre 2470.